# Fiat Argenta
Fiat Argenta a fost un autoturism de familie de dimensiuni mari, fabricat de producătorul italian Fiat între anii 1981 și 1985. Modelul reprezenta o modernizare semnificativă a predecesorului său, Fiat 132, și a fost ultimul Fiat de producție în masă echipat cu tracțiune spate până la apariția modelului 124 Spider din 2016. a fost parte a strategiei Fiat de a înlocui codurile numerice cu denumiri mai reprezentative. Modelul a fost produs exclusiv în versiunea de caroserie sedan. Modelul a fost produs exclusiv în versiunea de caroserie sedan.

## Argenta (1981–1983)

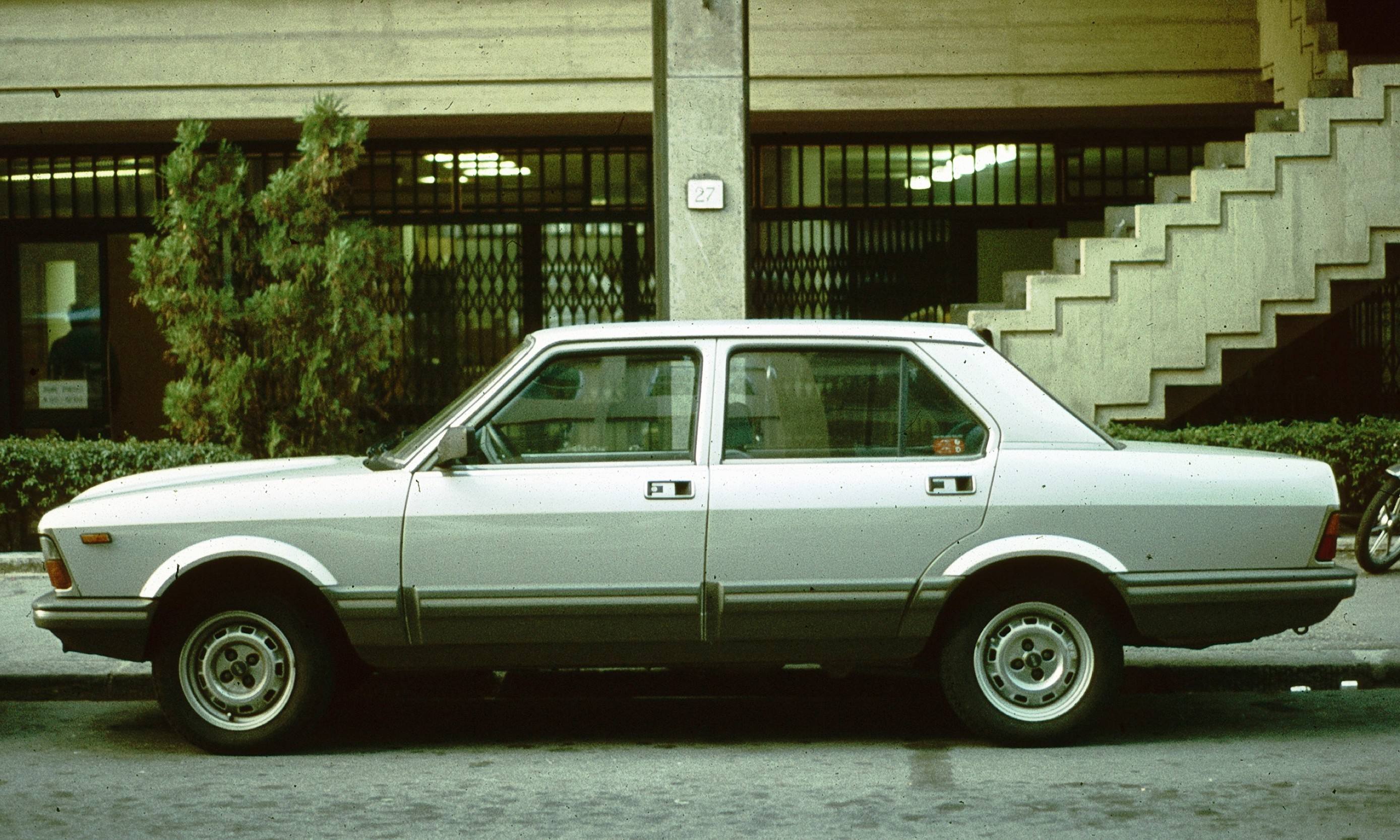
Argenta Diesel, vedere laterală (versiunea înainte de facelift).

Lansat în mai 1981, modelul Argenta a fost dezvoltat pe baza predecesorului său, Fiat 132. Deși majoritatea panourilor de caroserie și geamurilor, cu excepția ușilor, erau complet noi, doar un observator atent ar fi remarcat schimbările. Mânerele ușilor provenite de la Fiat 132 au fost reutilizate, dar montate invers, ceea ce a generat un design perceput ca „retrograd”. Modificarea cea mai evidentă era partea frontală, unde farurile mari, dreptunghiulare, au înlocuit unitățile duble, circulare. Bara de protecție din cauciuc mărită a adăugat aproximativ 7 centimetri la lungimea automobilului. Rezervorul de combustibil, anterior amplasat în partea din spate-dreapta într-o zonă expusă, a fost mutat în poziție verticală, în spatele banchetei din spate, ceea ce a necesitat repoziționarea orificiului de alimentare pe stâlpul C.
Alte modificări au inclus noi elemente decorative, jante reproiectate, un bord actualizat, oglinzi revizuite, faruri dreptunghiulare, un schimbător de viteze mai scurt și îmbunătățiri ale sistemelor de suspensie și frânare. Nivelul de echipare al modelului Argenta era superior comparativ cu Fiat 132 și 131 Mirafiori, incluzând dotări precum servodirecție, geamuri acționate electric și sistem de închidere centralizată. Un element inovator era „Panoul de Control” – un sistem de diagnostic cu LED-uri care semnaliza eventualele probleme de siguranță.
Modelul Argenta era disponibil cu patru motorizări, dintre care una diesel. Varianta diesel includea o proeminență vizibilă pe capotă pentru a acomoda dimensiunile motorului. Motorizările disponibile variind în funcție de piață:
- Argenta 1600

Motor pe benzină de 1,6 litri, dezvoltând 96 CP (71 kW).
- Argenta 2000

Motor pe benzină de 2,0 litri, cu o putere de 113 CP (83 kW), acesta fiind singurul motor disponibil în Regatul Unit la momentul lansării.
- Argenta 2000 i.e. (2000 Injection)

Motor pe benzină de 2,0 litri cu injecție Bosch L-Jetronic, capabil să livreze 122 CP (90 kW).
- Argenta 2500 D

Motor diesel de 2,5 litri, generând 72 CP (53 kW).
Din primăvara anului 1982, modelele Argenta 2000 i.e. au fost echipate cu sistemul de aprindere electronică Marelli Digiplex.

## Facelift (1983–1985)

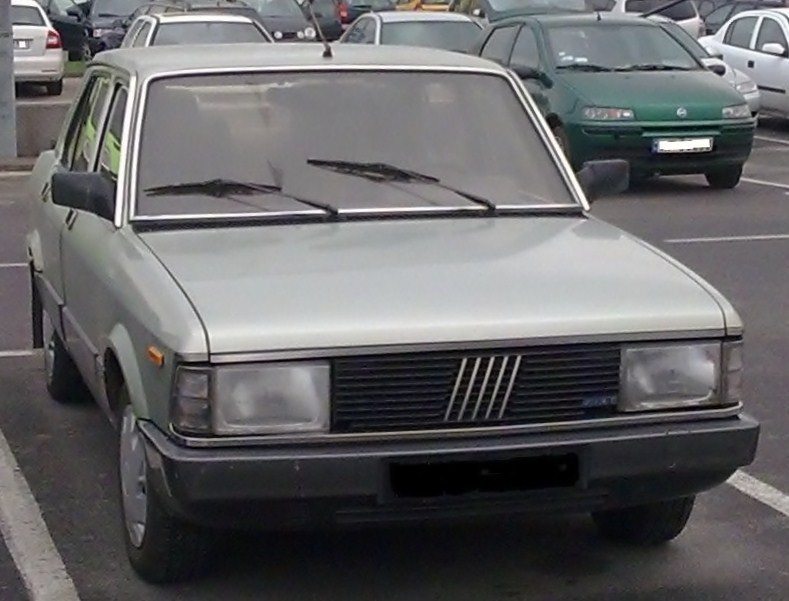
Fiat Argenta 120 i.e. cu grila restilizată.

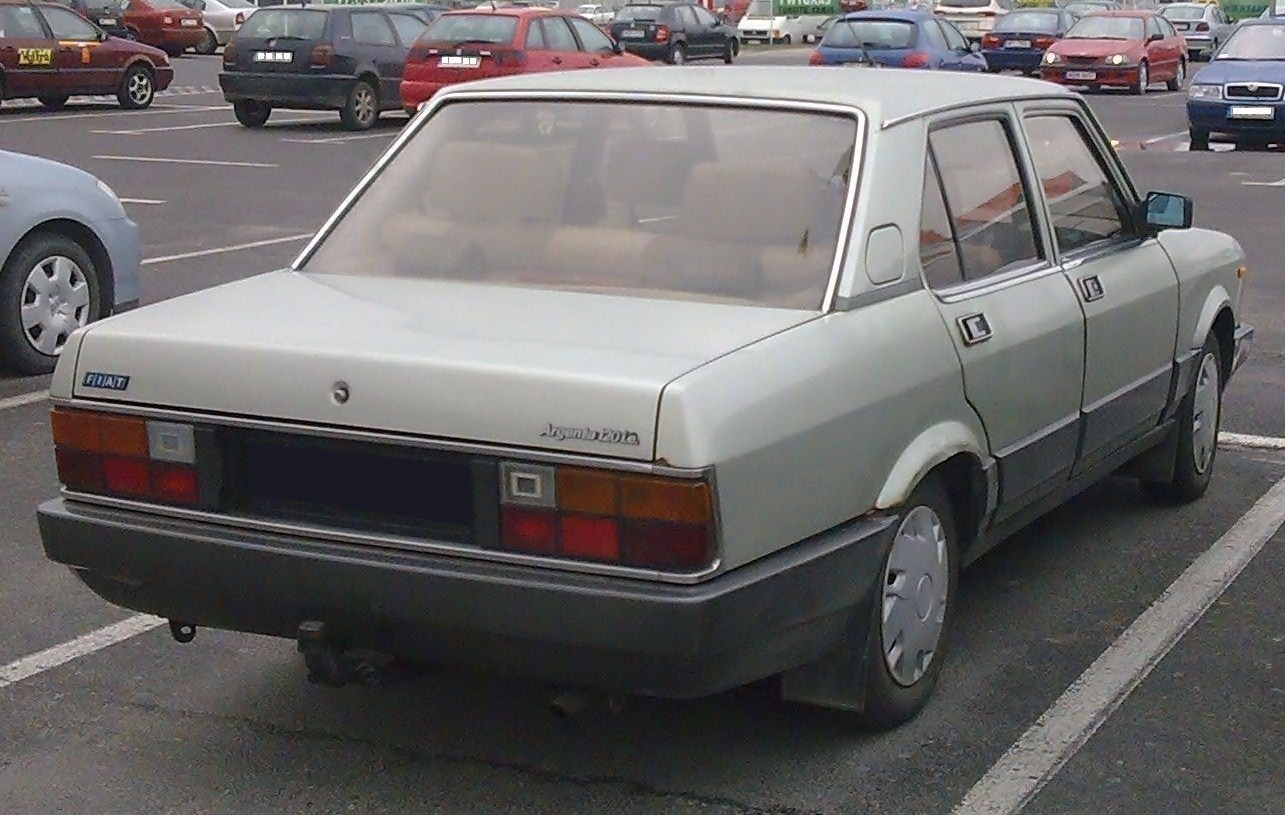
Fiat Argenta 120 i.e., vedere spate (facelift).

În iunie 1983, modelul Argenta a beneficiat de un facelift. Modificările au inclus o grilă frontală nouă, conformă cu designul corporativ Fiat, caracterizată prin cinci bare, un design frontal actualizat, bare de protecție mai subțiri și adăugarea unei bare antiruliu pe axa spate. Axa față a fost lățită cu 60 mm, iar roțile au fost înlocuite cu unele noi, cu capace plane și ornamente cromate. Interiorul a suferit îmbunătățiri minore, printre care o tapițerie nouă și un volan modernizat. De asemenea, antena radio a fost relocată de pe parbriz pe plafon.
Modelul cu motor de doi litri cu carburator (Argenta 110) a fost comercializat exclusiv în afara Italiei, fiind introdus în gamă în martie 1984.
Au fost introduse două noi motorizări: primul motor turbodiesel Fiat, un propulsor de 2,45 litri cu patru cilindri, care genera 90 CP (66 kW), și modelul Argenta VX, echipat cu un motor supraalimentat de 2,0 litri, capabil să livreze 135 CP (99 kW), motor utilizat și pe modelele Lancia Volumex. Aceste versiuni dispuneau de frâne pe disc pe puntea spate și un rezervor de combustibil de 70 de litri, în locul celui standard de 60 de litri. Sigla VX era utilizată doar pentru export; în Italia, modelul era denumit SX și a fost lansat în iunie 1984.
Noile variante din gamă erau:
- Argenta 100
- Argenta 110
- Argenta 120 i.e.
- Argenta VX (SX în Italia)
- Argenta Diesel
- Argenta Turbo D

Producția modelului Argenta a continuat până în 1985, când a fost înlocuit de modelul Fiat Croma.